# وضوح متبادل

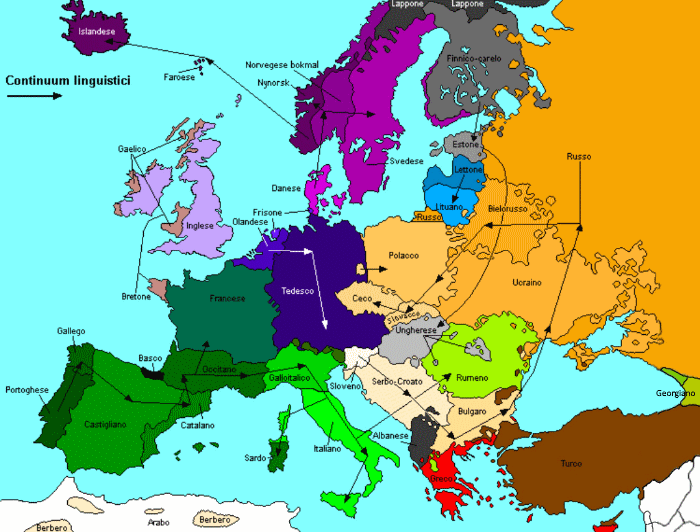

في اللسانيات، الوضوح المتبادل أو الفهم المتبادل هو العلاقة بين اللغات أو اللهجات التي يختللف متكلموها ولكنهم يترابطون من حيث اللأصناف ويمكن أن يفهم احدهم الآخر دون دراسة عن قصد أو جهد خاص. وهي تستخدم عموماً كمعيار مهم جداً للتمييز بين اللغات واللهجات، مع عوامل اللسانيات الاجتماعية التي تستخدم غالباً لهذا الغرض.
الوضوح بين اللغات يمكن أن يكون غير متماثل (asymmetric) مع المتكلمين حيث يفهم احدهما الآخر بدرجة أكبر من فهم الآخر له، ويعرف الوضوح بأنه «متبادل». وهو موجود بدرجات مختلفة بين العديد من اللغات المتقاربة جغرافياً في العالم، وغالباً في سياق مجموعات اللهجات.

## الوضوح
لتحقيق بالنسبة للأفراد لتحقيق معتدلة الكفاءة أو الفهم في اللغة يسمى (L2) من اللغة الأولى (L1) وعادة ما يتطلب قدرا كبيرا من الوقت والجهد من خلال الدراسة و/أو التطبيق العملي. إلا أن العديد من مجموعات اللغات جزئيا مفهومة للطرفين، أي معظم المتحدثين من لغة واحدة تجد أنه من السهل نسبيا لتحقيق بعض درجة من الفهم في اللغة (اللغات). في كثير من اللغات وراثيا ذات الصلة، من المرجح أن تكون مماثلة لبعضها البعض في قواعد اللغة، المفردات، النطق، أو غيرها من الميزات.
الوضوح بين اللغات يمكن ان يتباين بين الافراد والمجموعات ضمن متكلمي اللغة الواحدة بحسب معرفتهم ومصطلحاتهم ضمن لغتهم، تركيزهم على لغات أخرى ذات صلة، نطاق النقاشات، السمات النفس - معرفية (psycho-cognitive)، ونمط استخدام اللغة (مكتوبة ام منطوقة)، وعوامل أخرى.

## اللغات الواضحة بشكل متبادل أو تنوعات اللغة الواحدة
لا يوجد تمييز رسمي بين لغتين مختلفتين أو لهجتين مختلفين للغة واحدة، ولكن اللغويين عموما يستخدمون الوضوح المتبادل باعتباره واحد من العوامل الأساسية في اتخاذ القرار بين الحالتين.
بعض اللغويين يرون أن الوضوح المتبادل، هو على الأقل، المعيار الأساسي الذي يفصل اللغات من اللهجات. من ناحية أخرى، المتكلمون للغات متقاربة بشدة يمكنهم في كثير من الأحيان التواصل مع بعضهم البعض إلى درجة كافية؛ وبالتالي هناك درجات متفاوتة من الوضوح المتبادل، وغالبا ما معايير أخرى تستخدم أيضا. على سبيل المثال، في حالة متسلسلات اللهجات التي تتدرج بين التنوعات، حيث المتكلمون الاقرب للمركز يمكنهم فهم التنوعات من جميع الاطراف، ولكن المتكلمين في أحد الاطراف لا يمكنهم فهم المتكلمين في الطرف الآخر، السلسلة بأكملها غالبا ما تعتبر لغة واحدة. إ إذا ماتت التنوعات المركزية فمن الممكن ان تتحول التنوعات اللغوية على الاطراف إلى لغات منفصلة وتفقد قدرتها على البقاء، حتى لو لم يكن هناك تغير لغوي فعلي قد حصل.
يضاف لذلك فإن التمييز بين اللغات واللهجات عادة ما يتم تجاوز الوضوح المتبادل إلى اسباب سياسية اجتماعية في كثير من الأحيان لتقرير هل  ان الاختلافات بين تنوعين هي لغات ام لهجات. على سبيل المثال التنوعات الصينية غالبا ما تعتبر لغة واحدة على الرغم من عدم وجود وضوح متبادل بين التنوعات المقسمة جغرافياً. في المقابل هناك وضوح متبادل كبير بين اللغات الاسكندنافية، ولكن لكل منها نموذجها القياسي، وهي تصنف على أنها لغات منفصلة.
التعامل مع حالات التنازع مثل الصينية والألمانية أو مصطلح Dachsprache (في اللغويات الاجتماعية تسمى مظلة لغوية) حيث ينظر إلى الصينية والألمانية كلغة من حيث الشعور اللغوي الاجتماعي على الرغم من أن بعض المتكلمين لا يمكن أن يفهموا بعضهم البعض دون اللجوء إلى شكل معياري من اللغة نفسها.

## الوضوح غير المتناظر
الوضوح غيرالمتماثل يشير إلى لغتين تعتبران جزئيا مفهومة للطرفين، ولكن فيها مجموعة من المتحدثين تفهم اللغة الأخرى بصعوبة أكبر من فهم الأخرى. يمكن أن يكون هناك أسباب مختلفة لذلك. على سبيل المثال، إذا كان هناك لغة واحدة هي ذات صلة بالاخرى ولكن مع قواعد مبسطة، فإن متكلمي اللغة الأصلية قد يفهمون اللغة المبسطة لكن اصحاب القواعد واللغة المبسطة لن يفهموا اللغة الاعقد. على سبيل المثال، الهولنديون يميل إلى فهم الأفريقية (نمط من الهولندية منطوق في جنوب افريقيا) ولكن متكلمي الأفريقية لا يفهمون الهولندية بنفس الكفاءة على الرغم من أن عدد كبير من الأشباه الكاذبة (الشبيه الكاذب متشابه لفظياً أو الكلمة ذاتها بين لغتين لكنها تحمل معنى مختلف في كل لغة) بين هذه اللغات التي يمكن أن تسبب سوء فهم.
ومع ذلك، ربما السبب الأكثر شيوعا للوضوح غير المتماثل هو أن المتكلمين لتنوع لغوي واحد يكونون أكثر تعرضاً للتنوع الآخر من تعرض متكلمي التنوع الآخر للغتهم. على سبيل المثال، متكلمي  الاسكتلندية الإنجليزية يتعرضون بكثرة للإنجليزية الأمريكية القياسية من خلال الأفلام والبرامج التلفزيونية، في حين أن متكلمي الإنجليزية الأمريكية لديهم القليل من التعرض للإنجليزية الاسكتلندية، وبالتالي فالأمريكان الناطقين باللغة الإنجليزية في كثير من الأحيان يجدون صعوبة في فهم الاسكتلندية الإنجليزية وخاصة، الاسكتلندية (نمط غير قياسي من الإنجليزية)، في حين أن الاسكتلنديين يميلون إلى أن تكون لهم القليل من الصعوبات في فهم الإنجليزية الأمريكية.
الدانماركية السويدية منخفضة من حيث الوضوح المتبادل، ولكن السويديين في اوريسوند (بما في ذلك مالمو وهلسينغبورغ)، الواقعة عبر المضيق نحو العاصمة الدنماركية كوبنهاغن، هؤلاء يفهمون الدنماركية أفضل إلى حد ما (انظر الوضوح المتبادل في اللغات الجرمانية الشمالية).
في بعض الحالات فإنه من الصعب التمييز بين الوضوح المتبادل والمعرفة الأساسية للغة أخرى. العديد من البيلاروسيين و الأوكرانيين لديهم معرفة واسعة باللغة الروسية وهم يستخدمونها كلغة ثانية أو لغة مشتركة، أو حتى كلغة أولى في الأماكن العامة أو في العمل. وبالتالي فهم يفهمون الروسية بسهولة، في حين أن المتكلمين الروس في كثير من الأحيان يمكن أن يفهمون الأوكرانية والبيلاروسية جزئيا فقط.
بسبب الحكم الدنماركي، فإن طريقة الكتابة المعروفة بوكمال في النرويج تنبع من الدنماركية. بالإضافة إلى ذلك، فالناس في النرويج هم أكثر اعتياداً على الاستماع إلى الخطب ذات اللهجات متعددة الخلفيات. ونتيجة لذلك، المتكلمون من النرويج يفهمون الدنماركية بشكل أفضل من العكس.

## قائمة للغات ذات الوضوح المتبادل للطرفين والتي تعتبر لغات في بعض الأحيان
أدناه هي قائمة ناقصة لتنوعات لغوية مذات وضوح متبادل جزئي أو كلي وفي بعض الأحيان تعتبر لغات.

### الاشكال المكتوبة والمنطوقة
- أفريقانية: الهولندية (جزئي)[4]
- الآشورية (الآرامية الحديثة): الطورية (جزئي وغير متناظر)[5][6]
- الآذرية: لغة تتار القرم، الغاغاوزية، التركية، الاورمية (جزئي وغير متناظر)[7][8][9]
- البيلاروسية: الروسية (جزئي)، الأوكرانية (جزئي)[10]
- البلغارية: الصربية الكرواتية (جزئي وغير متناظر)[11]، المقدونية (بشكل ملحوظ)[12]
- التشيكية: السلوفاكية (بشكل ملحوظ)[13]، البولندية (جزئي)[11]
- الدنماركية: النرويجية والسويدية (كلاهما جزئي وغير متناظر).[4][14]
- الدارية: الفارسية.[15]
- الألمانية: الفريزية الغربية[4]
- الإنجليزية: الاسكتلندية (بشكل ملحوظ).[16]
- الأستونية: الفنلندية (جزئي)[17]
- الألمانية: الهولندية (غير متناظرة وإلى درجة محدودة)[18][19]
- المجرية: الخانتية والمانسية (بشكل ملحوظ)
- الايرلندية: الاسكتلندية الغالية (جزئياً، وتختلف إلى درجة كبيرة بحسب اللهجة وتكون اكثرها مع الـ Ulster irish).[20]
- الإيطالية: الإسبانية (جزئي)[21]

## وصلات خارجية
- هارولد شيفمان «تعريف اللغويين: الوضوح المتبادل». جامعة بنسلفانيا.
- الكلمات المشتركة بين اللغات